# Diré
Diré – miasto w Mali, w regionie Timbuktu, nad brzegiem Nigru. W 2006 roku miasto liczyło 10 900 mieszkańców. W mieście działa przemysł spożywczy oraz włókienniczy. W mieście w 1953 roku urodził się malarz Abdoulaye Konaté.